# آنتلریت
آنتلریت (به انگلیسی: Antlerite) با فرمول شیمیایی Cu3[(OH4) - SO4] از مجموعه کانی هاست و از محلی به نام Antler در آریزونای آمریکا مشتق شده‌است. حل شونده در H2SO4 CuO:67.28% SO3:22.57% H2O:۱۰٫۱۵٪ برای اولین بار در شیلی کشف شد و از نظر شکل بلور: تابولار - منشوری، رنگ: سبز، شفافیت: نیمه شفاف، جلا: شیشه ای، رخ: خوب، سیستم تبلور: ارترومبیک و در رده‌بندی سولفات است و منشأ تشکیل آن ثانوی است.
همایند کانی‌شناسی (پارانژ) آن آتاکامیت - بروکانیت- آتاکامیت- بروکانیت و… است
، از نظر ژیزمان بلوری - اگرگات دانه‌ای و الیافی نسبتاْ کمیاب است و بیشتر در آلمان غربی، چک اسلواکی، شیلی، آمریکا، مکزیک و آلاسکا یافت می‌شود.

## نگارخانه

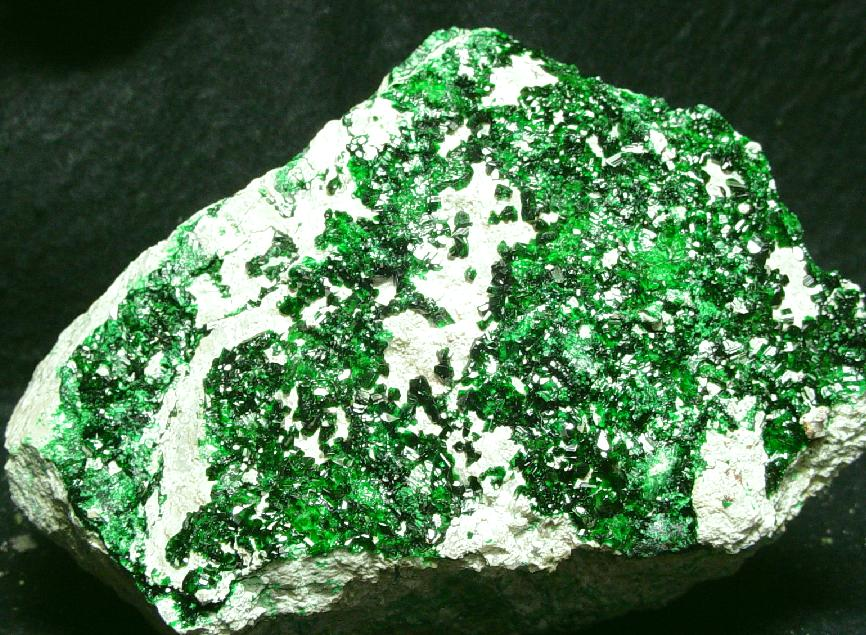
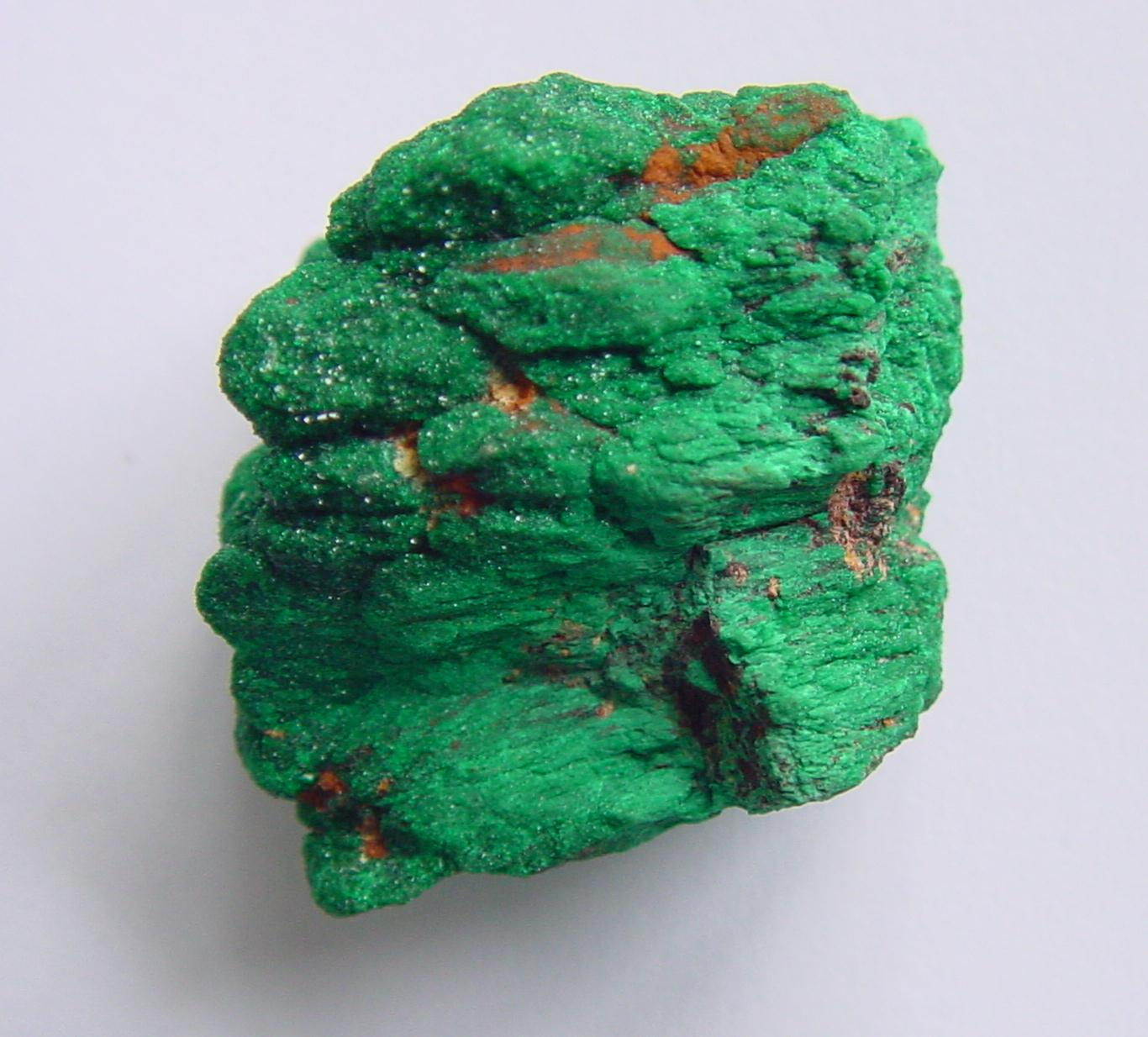
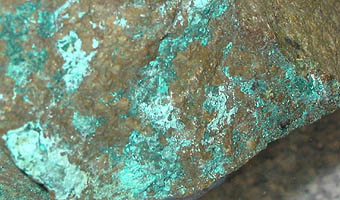